# Fosse no 6 des mines de l'Escarpelle
La fosse no 6 de la Compagnie des mines de l'Escarpelle est un ancien charbonnage du Bassin minier du Nord-Pas-de-Calais, situé à Leforest. Mise en chantier en 1884, neuf ans après la fosse no 5, elle est située à quelques centaines de mètres de la fosse no 2, et jouit comme elle d'une très bonne localisation à proximité de la ligne Paris-Nord - Lille. Mise en service en 1886, elle est détruite après la Première Guerre mondiale, et cesse d'extraire en 1936, après avoir extrait 4 533 337 tonnes de houille.
Elle assure ensuite le service et l'aérage des fosses nos 9 et 10. Le puits, jugé trop vétuste, est remblayé en 1983, et les installations détruites. De la fosse, il subsiste les terrils nos 130 et 130A, partiellement exploités et reconvertis en espaces verts, ainsi que les habitations construites par la Compagnie, puis par le Groupe de Douai.

## La fosse

### Exploitation
La fosse no 6 est commencée à Leforest le 9 avril 1884, avec un diamètre de 3,65 mètres afin de servir à l'aérage du puits no 2, situé 650 mètres au sud-sud-ouest. En décembre 1885, on installe un premier accrochage à 223 mètres et un second à 301 mètres en 1886. L'extraction cesse au puits no 6 en novembre 1936. La fosse sert alors de puits de service pour la fosse no 10, mise en service depuis peu, et située à 1 385 mètres au nord-nord-ouest. La production totale a été de 4 533 337 tonnes.
Vers 1960, le toit du chevalement est enlevé et remplacé par une poutre de roulement équipée d'un chariot palan, ce qui en modifie considérablement l'aspect. En 1966, le puits est utilisé comme bure pour la fosse no 10 jusqu'en 1973. À partir de cette date, la fosse no 6 sert au retour d'air pour la fosse no 9 à Roost-Warendin jusqu'en 1982. Le puits profond de 406 mètres cesse alors le service et est remblayé en 1983. La machine d'extraction à air comprimé fabriquée par la Société des Ateliers Thiriau en Belgique est démontée et exposée dans la grande verrière du Centre historique minier de Lewarde. Le chevalement est abattu le mardi 13 novembre 1984, à 14 h 45.

### Reconversion
Au début du XXIe siècle, Charbonnages de France matérialise la tête de puits. Le BRGM y effectue des inspections chaque année. Le site est dans sa partie sud reconverti en espace vert, tandis que des habitations individuelles ont été construites sur la partie nord du carreau.

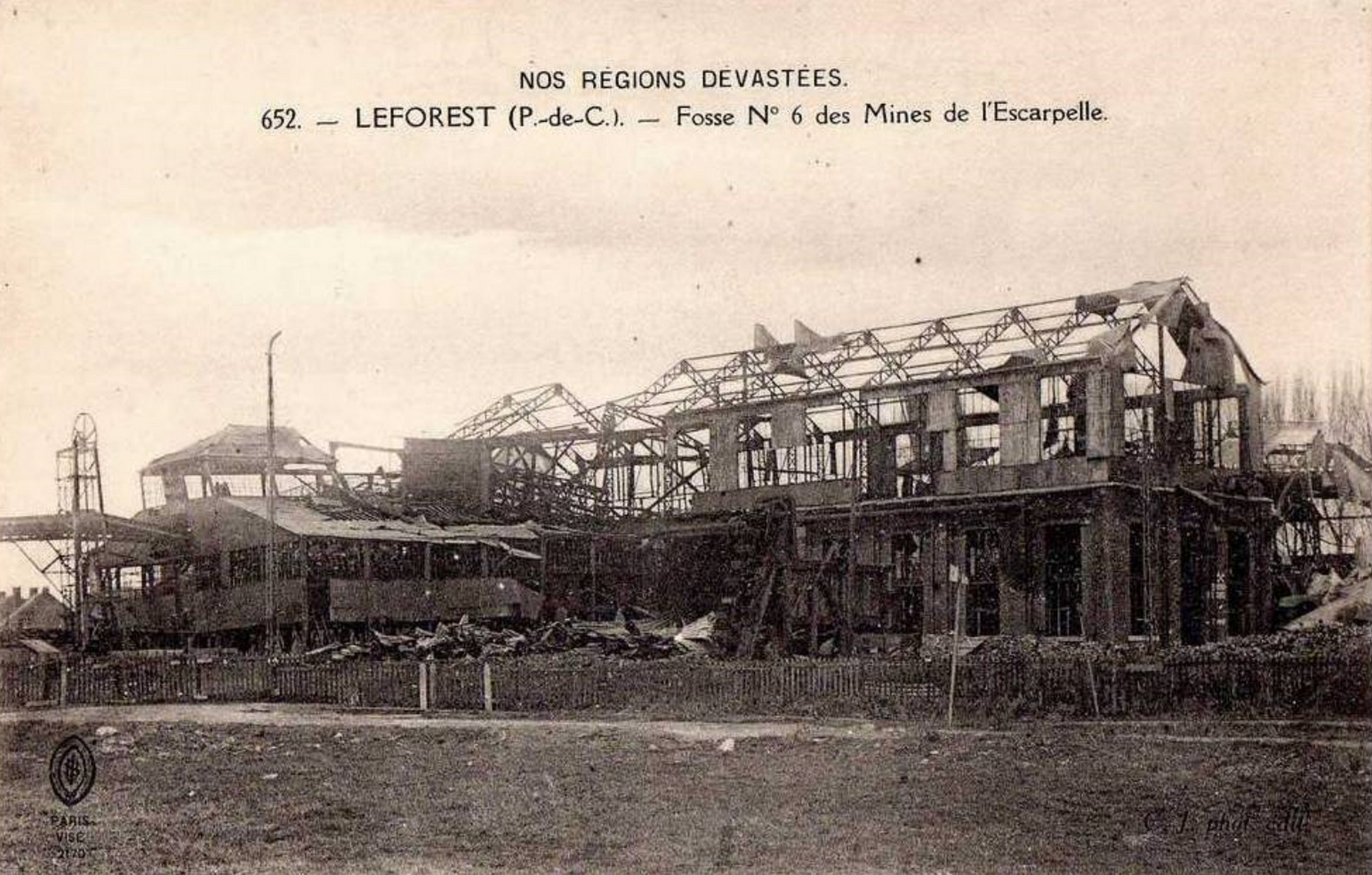
La fosse no 6 détruite après la Première Guerre mondiale.
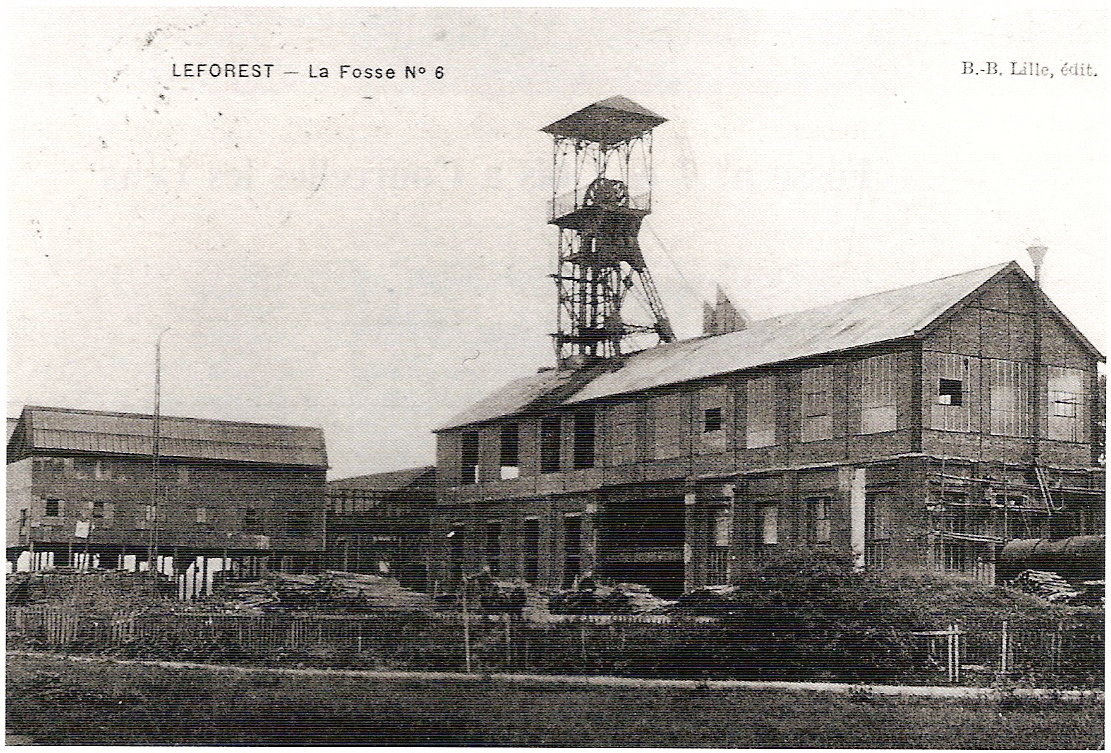
La fosse no 6 vers 1930.
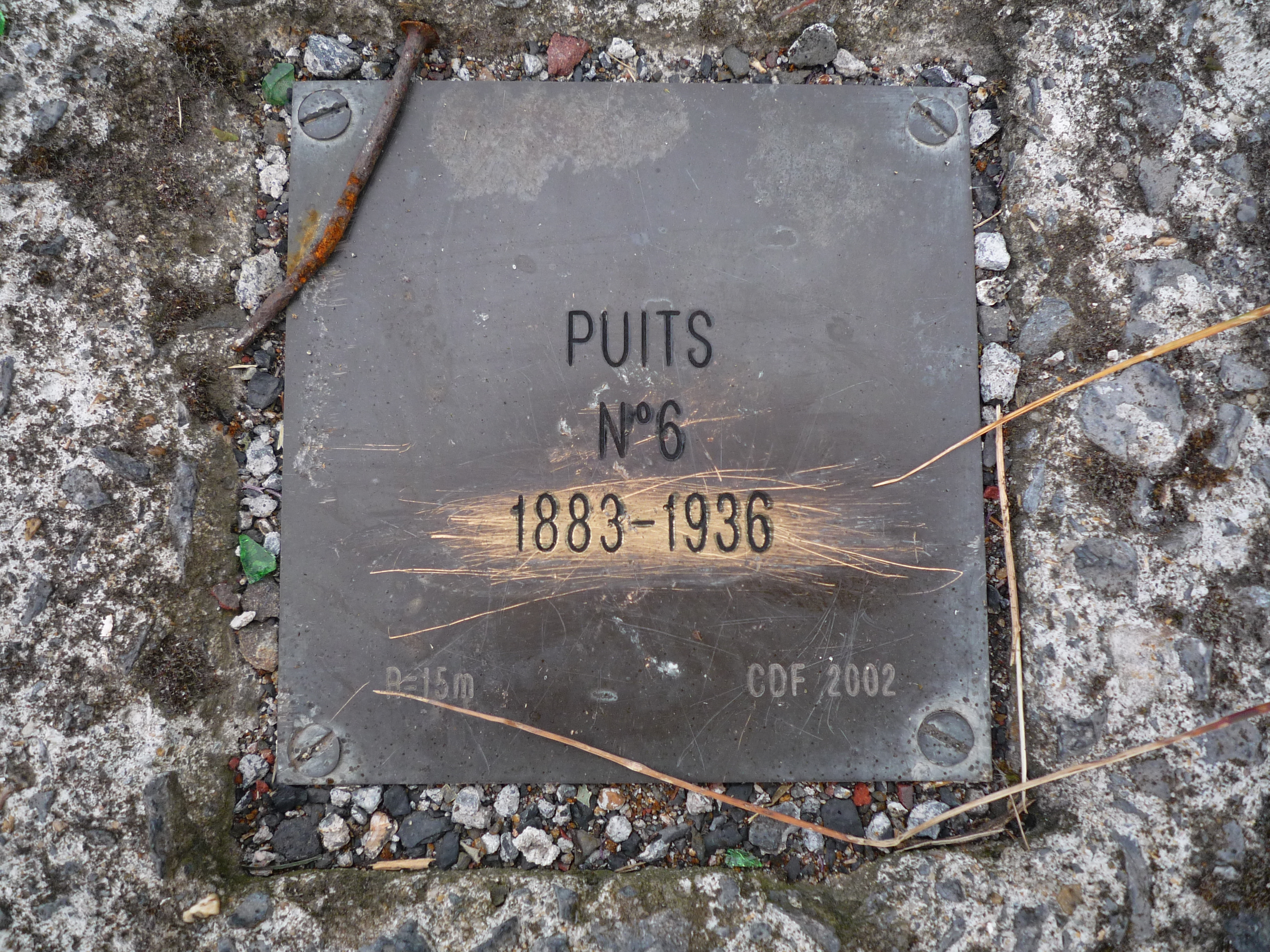
« Puits no 6, 1883 - 1936[note 2] »
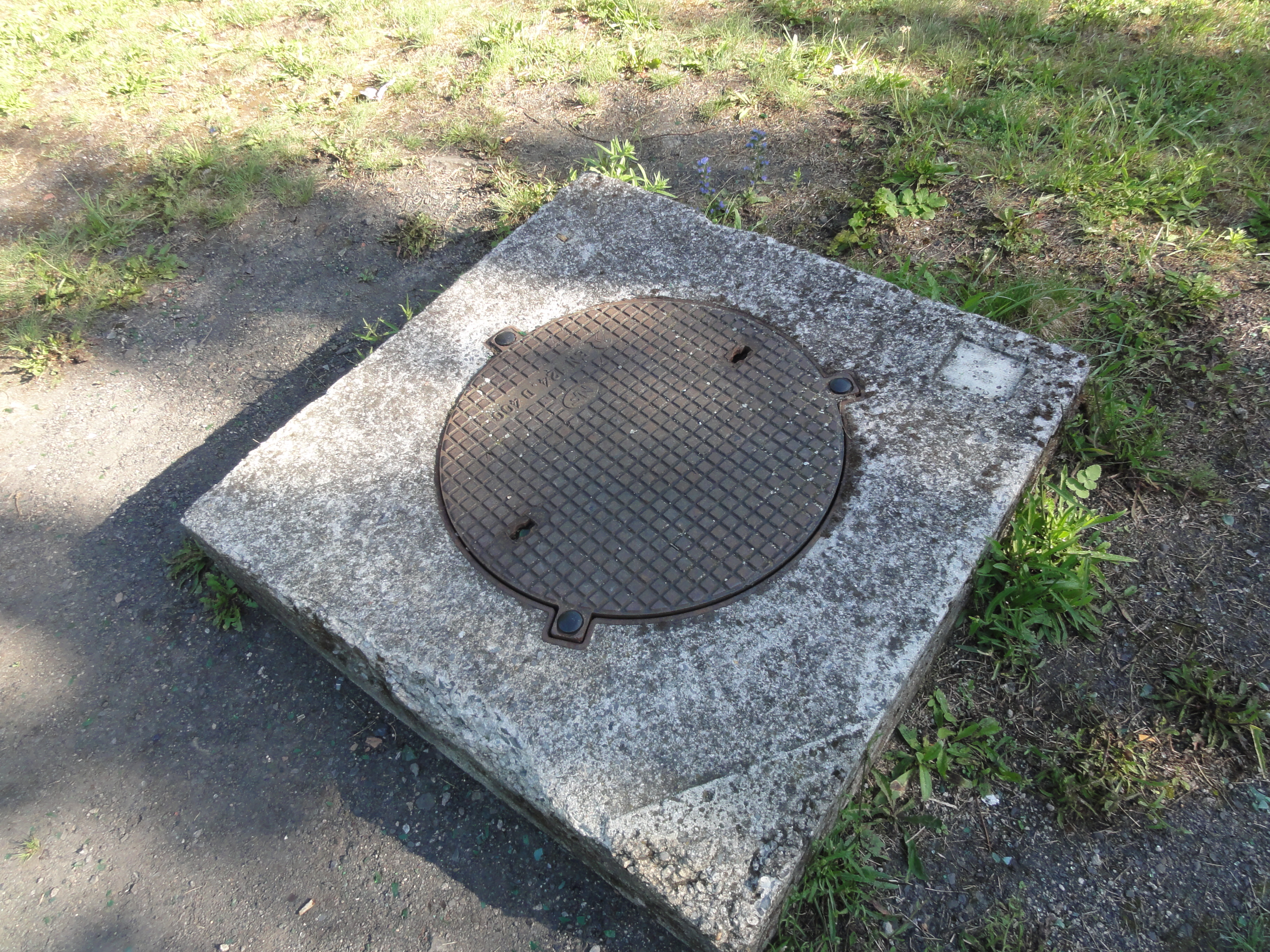
La tête de puits matérialisée no 6.
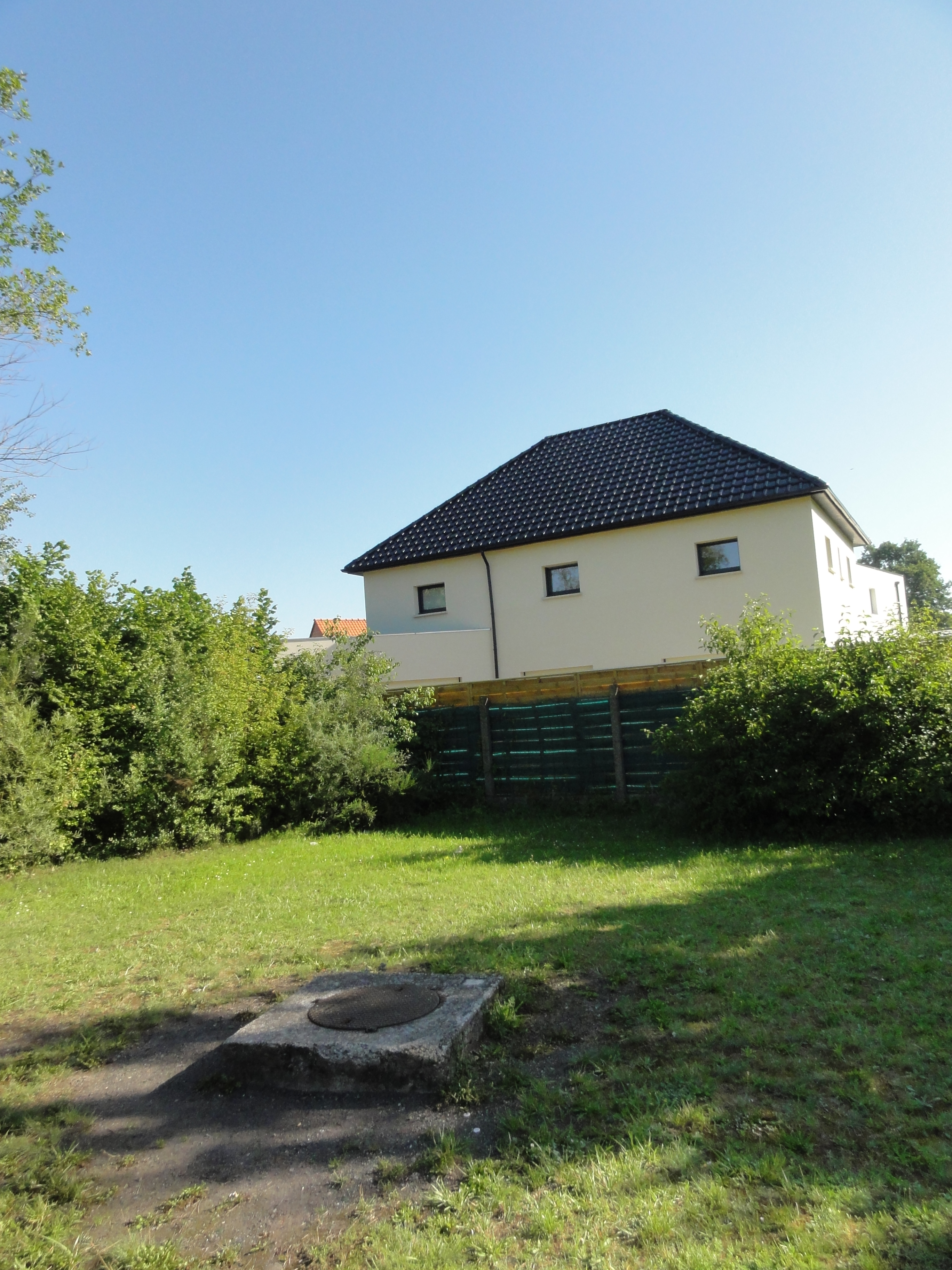
Le puits, et en arrière-plan, une construction nouvelle.
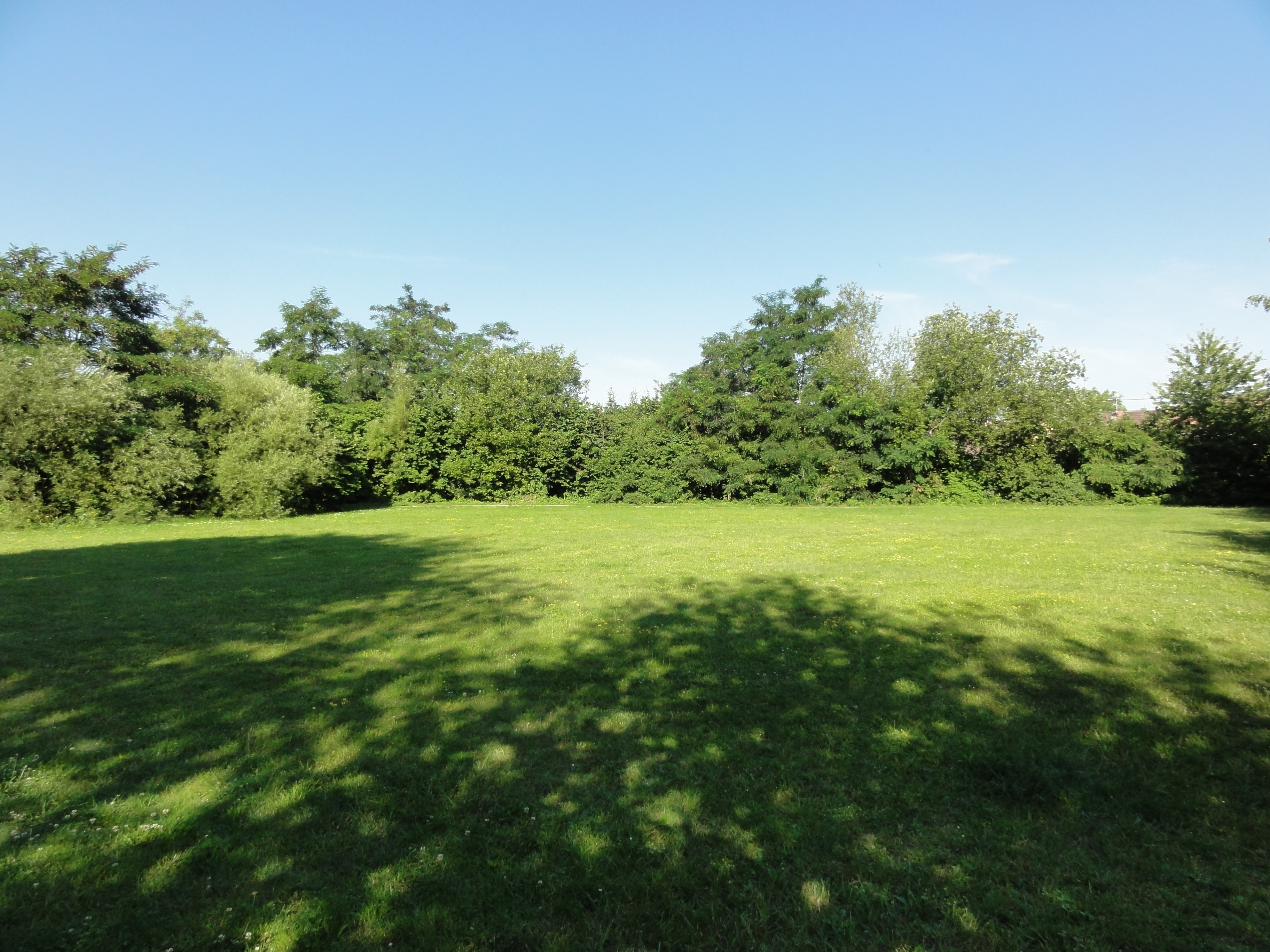
Vue vers le sud du puits.

## Les terrils
Deux terrils ont été édifiés à proximité de la fosse.

### Terrilno130, Pas de la Ville Est
50° 25′ 43″ N, 3° 04′ 01″ E
Le terril no 130, situé à Leforest, est un des deux terrils plats de la fosse no 6 des mines de l'Escarpelle, c'est le terril le plus au sud. Il a été partiellement exploité.

### Terrilno130A, Pas de la Ville Ouest
50° 25′ 55″ N, 3° 04′ 02″ E
Le terril no 130A, situé à Leforest, est un des deux terrils plats de la fosse no 6 des mines de l'Escarpelle, c'est le terril le plus au nord, et le plus proche du carreau de fosse. Il a été partiellement exploité, un lac se trouve en son milieu.

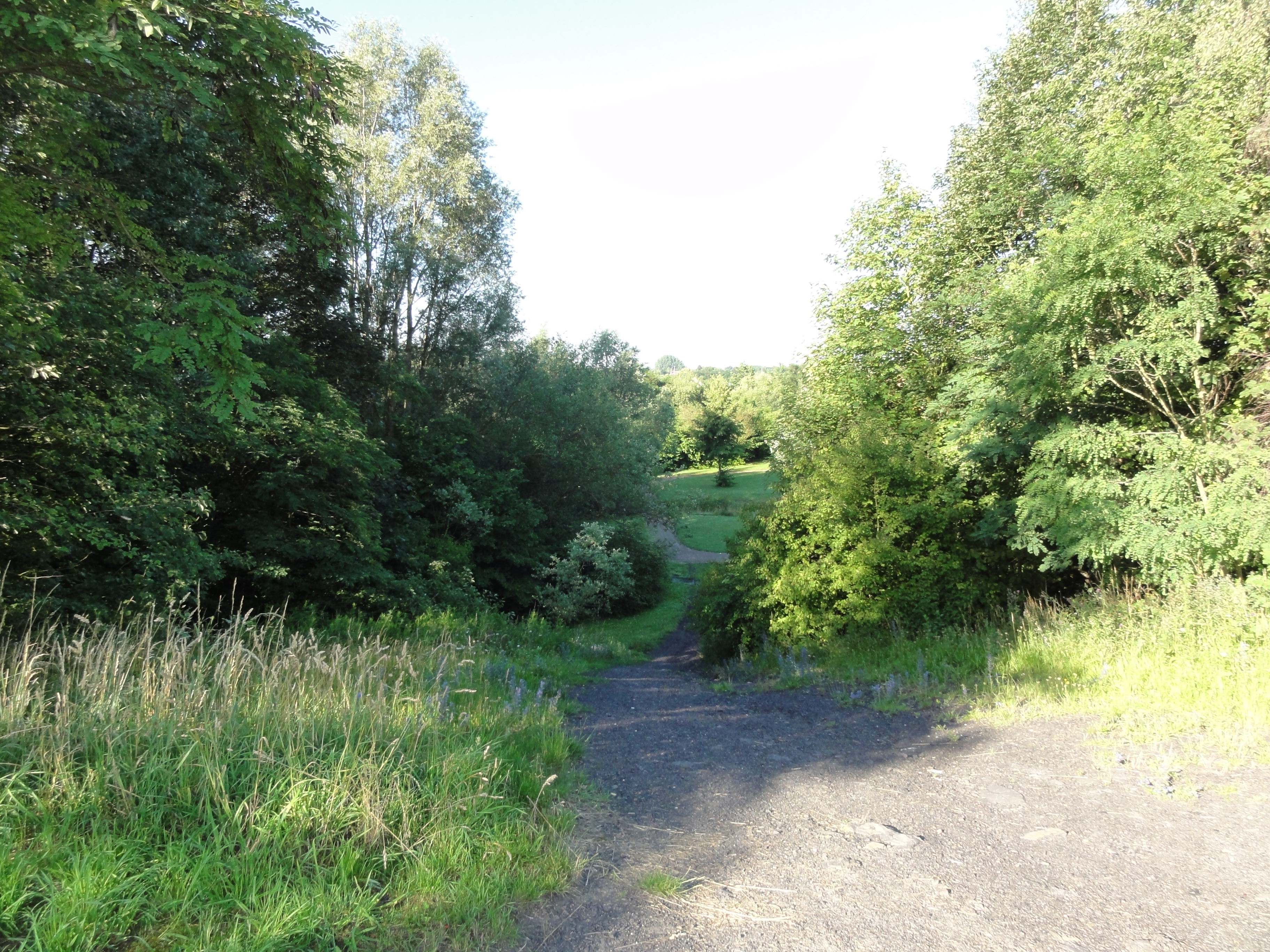
Le terril Pas de la Ville Est.
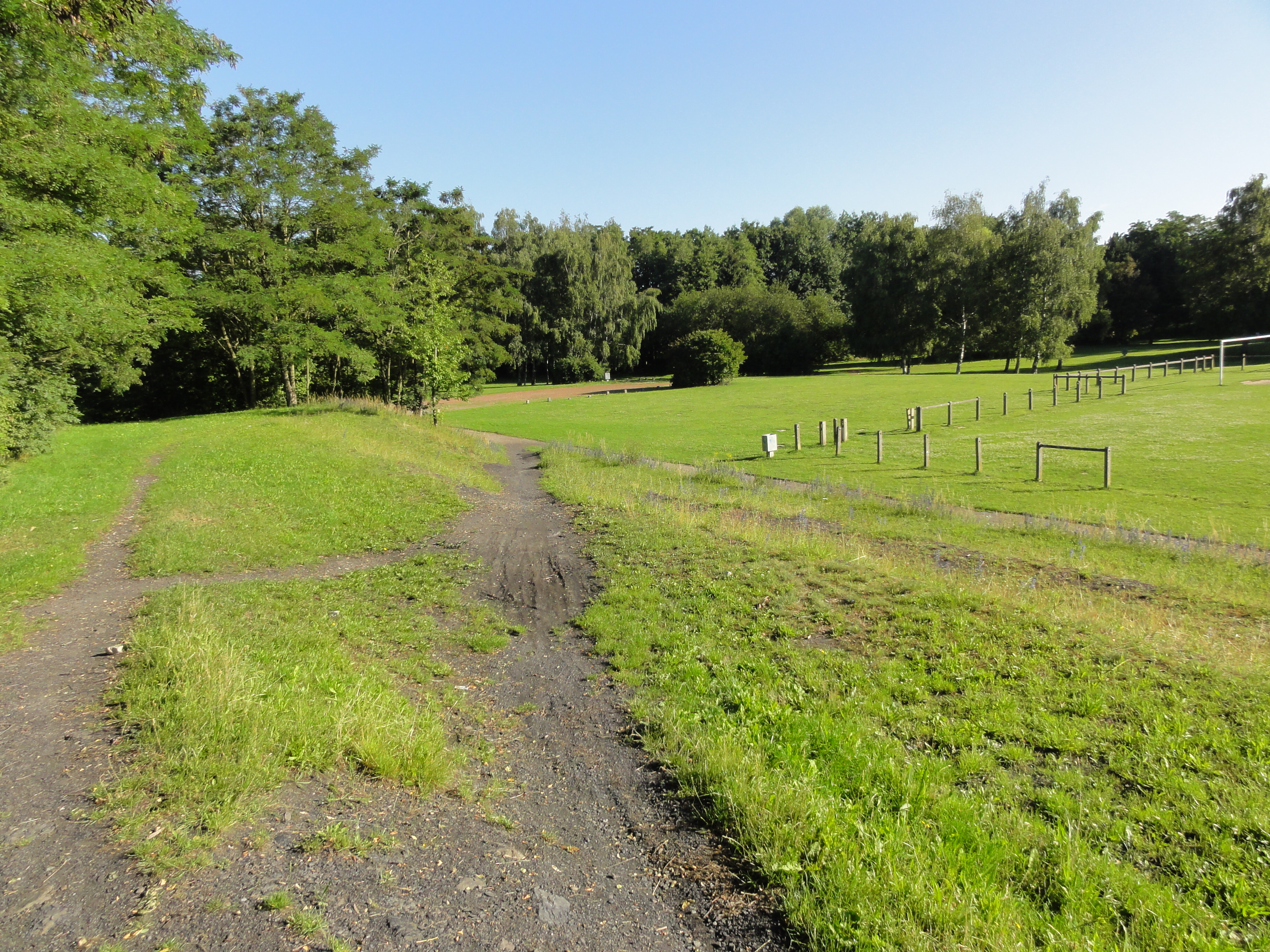
Le terril Pas de la Ville Est.
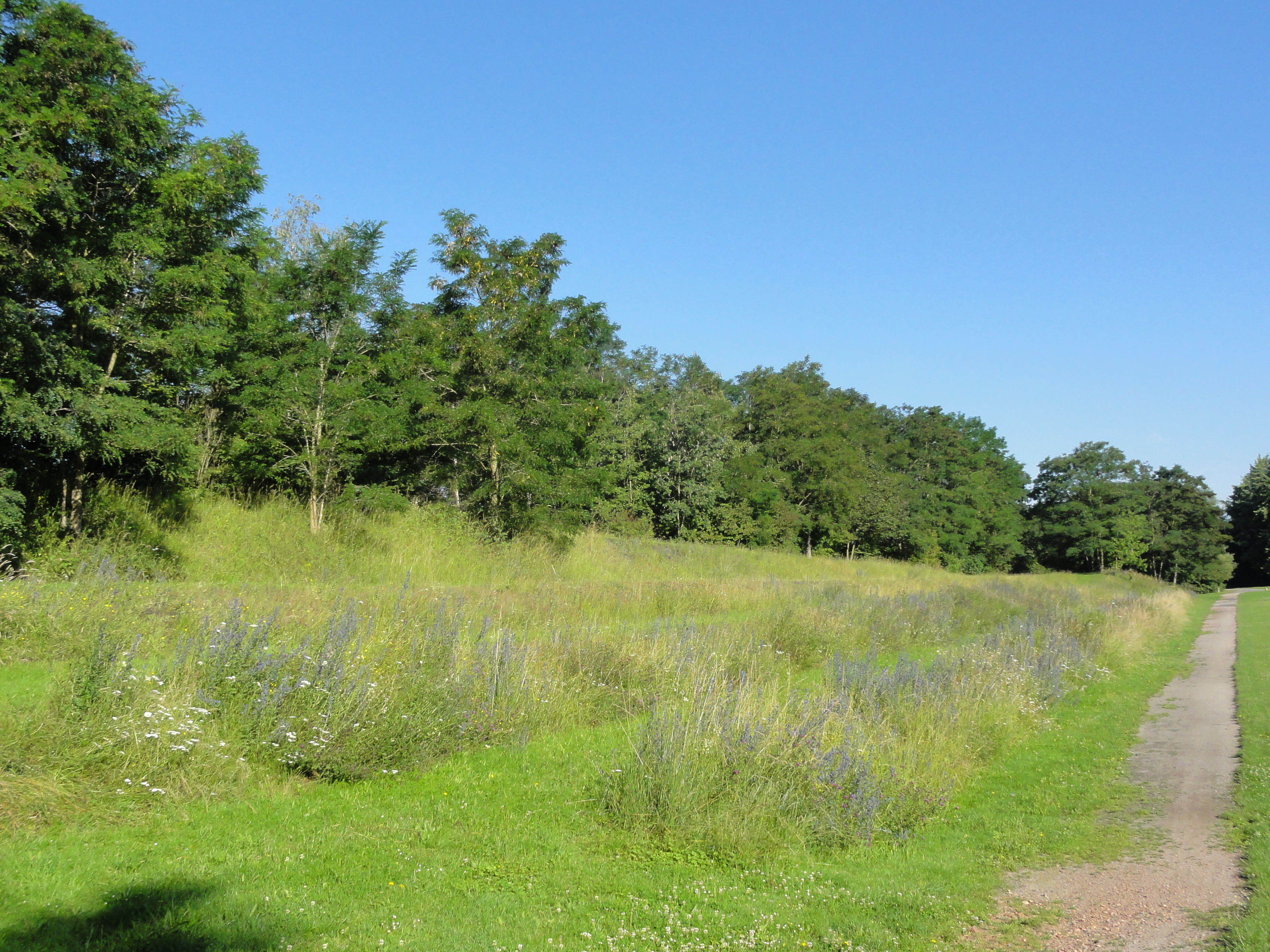
Le terril Pas de la Ville Est.
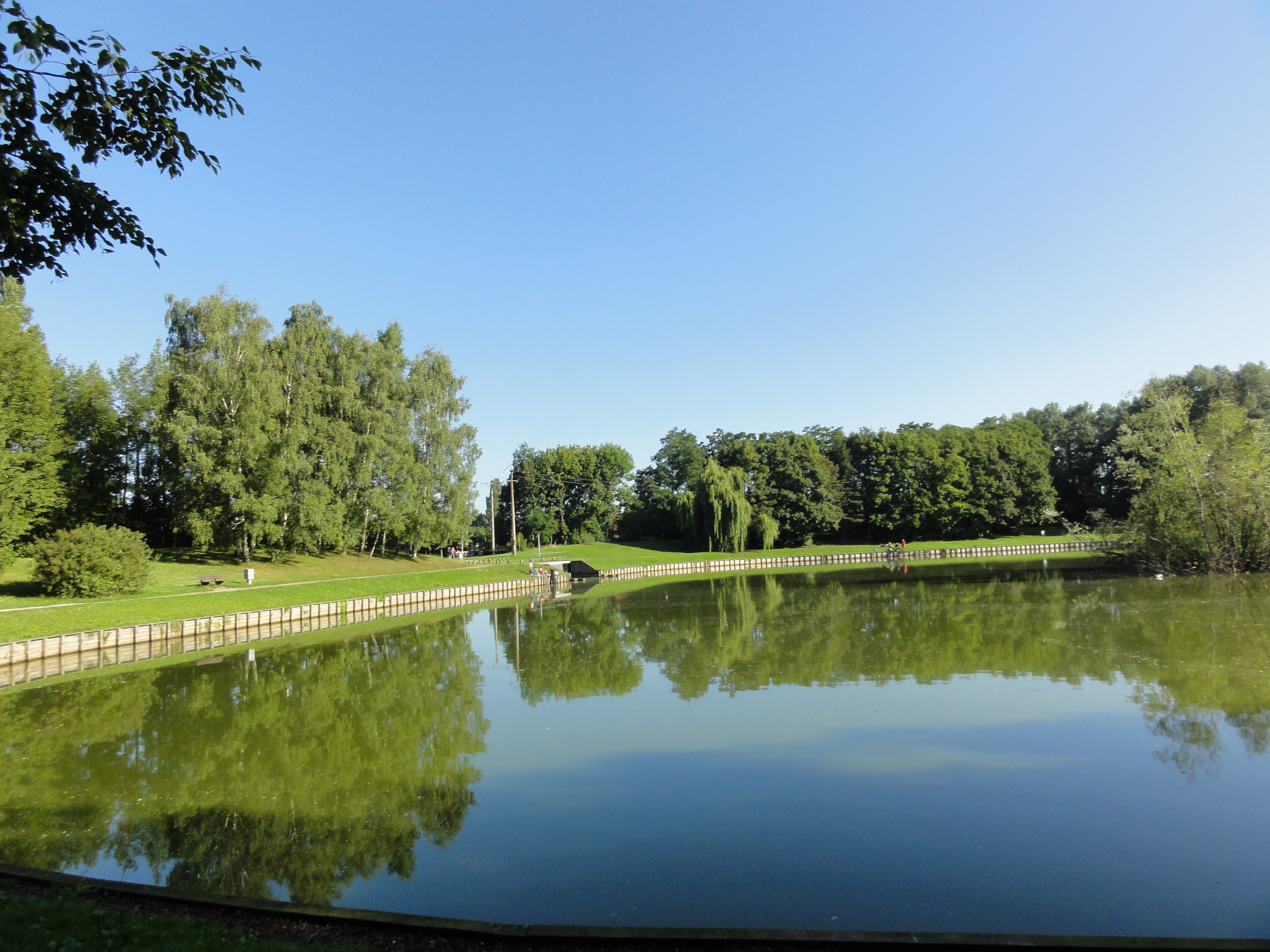
Le terril Pas de la Ville Ouest.
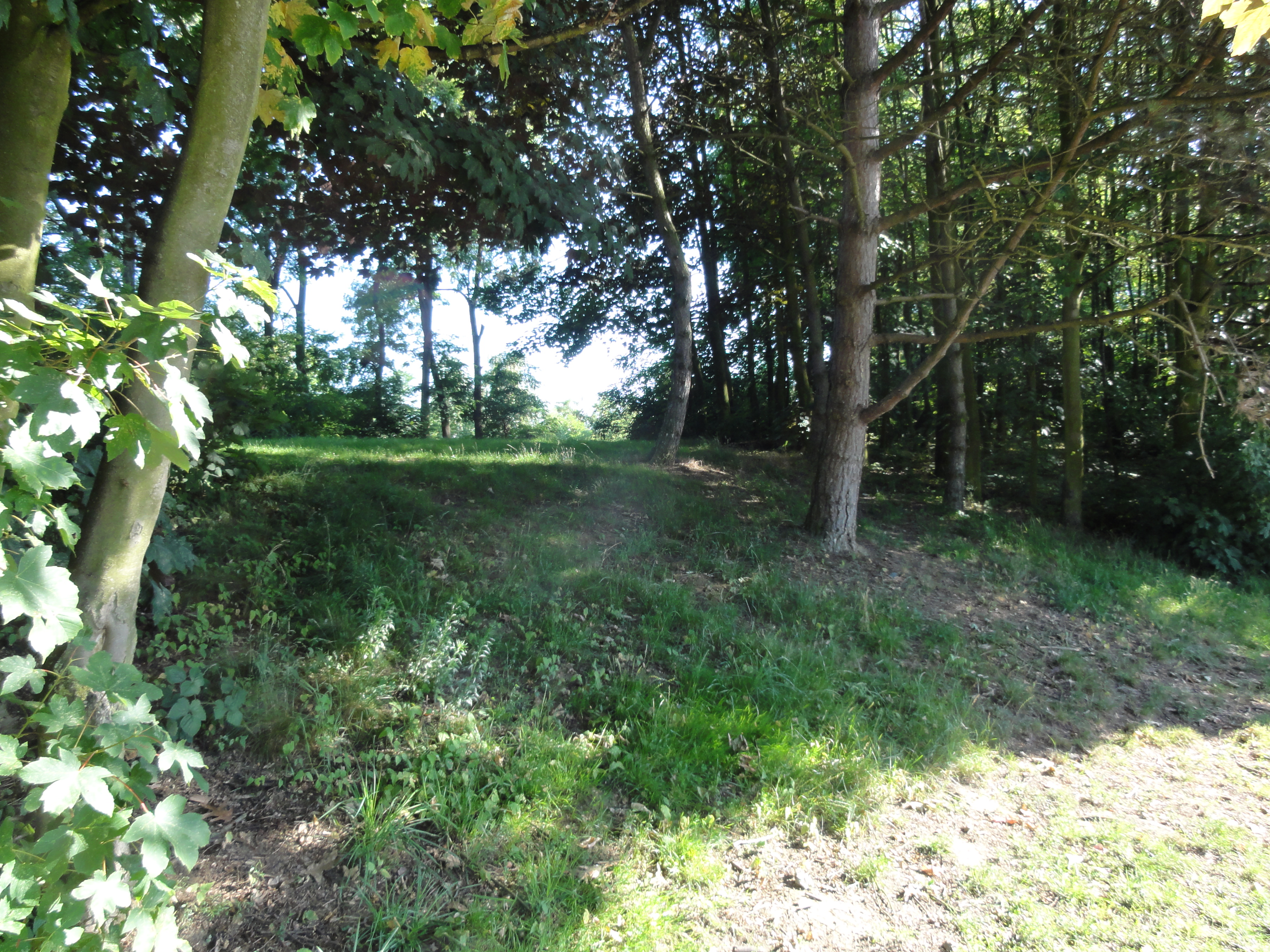
Le terril Pas de la Ville Ouest.
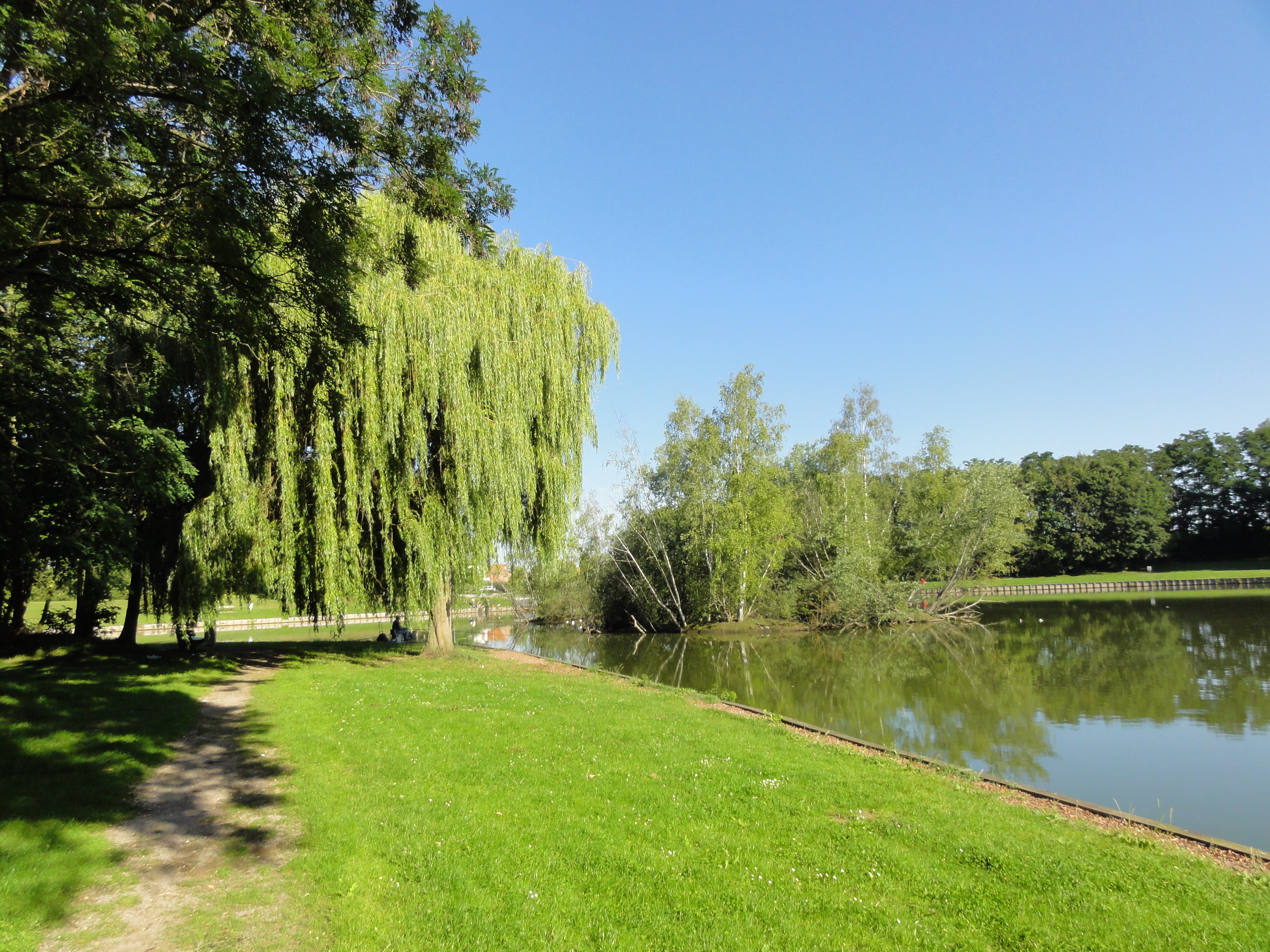
Le terril Pas de la Ville Ouest.

## Les cités
La Compagnie des mines de l'Escarpelle a bâti des cités aux alentours de la fosse. Il s'agit de maisons groupées par deux et possédant un étage, voire un grenier. Ces modèles sont propres à la Compagnie. Il est ainsi possible de retrouver les mêmes habitations près d'autres fosses de la Compagnie. Après la Nationalisation, le Groupe de Douai a fait construire dans des espaces non encore bâtis des cités des habitations en plain-pied. Ces habitations sont courantes dans le bassin minier.

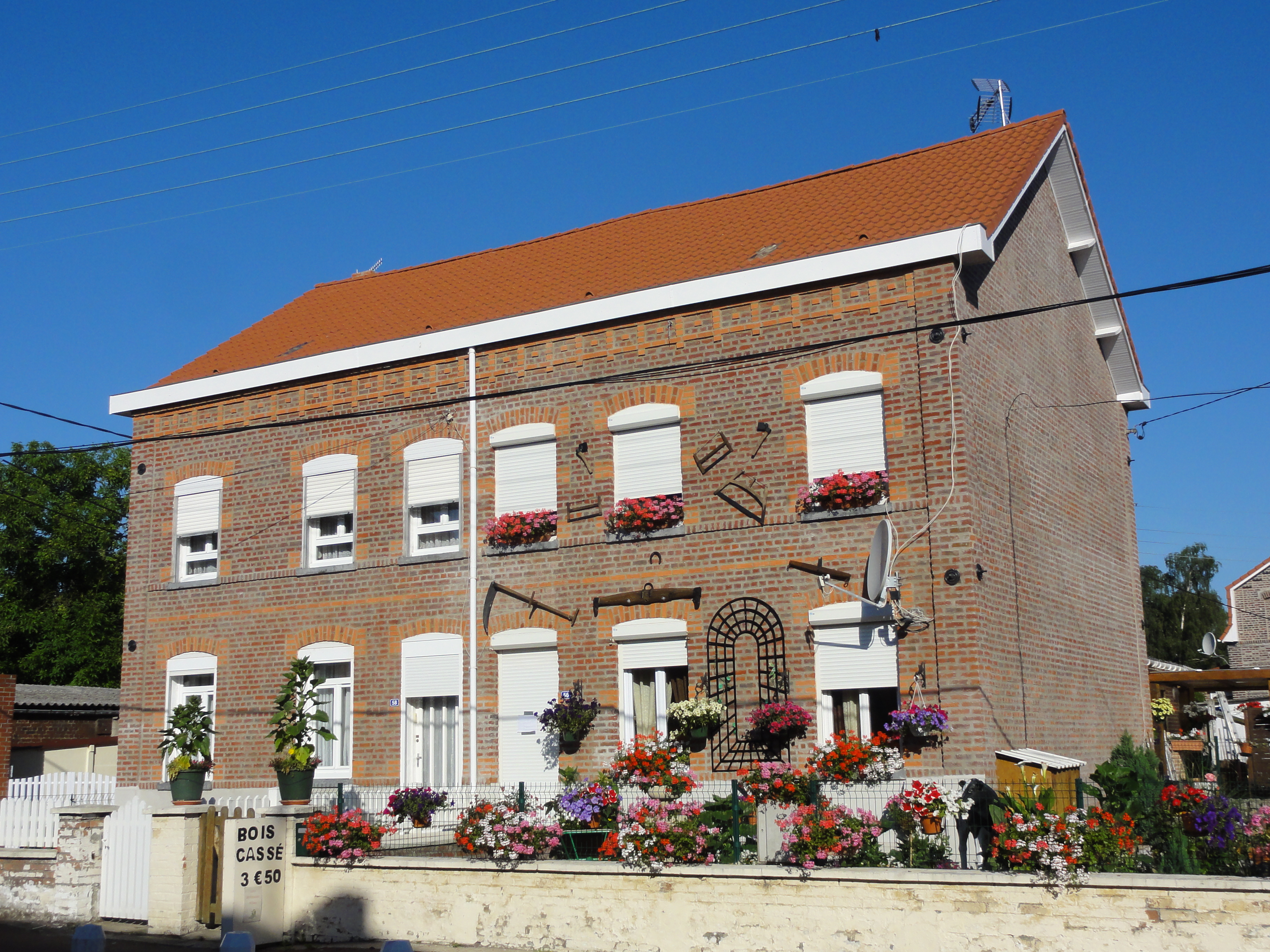
Habitation de la Compagnie.
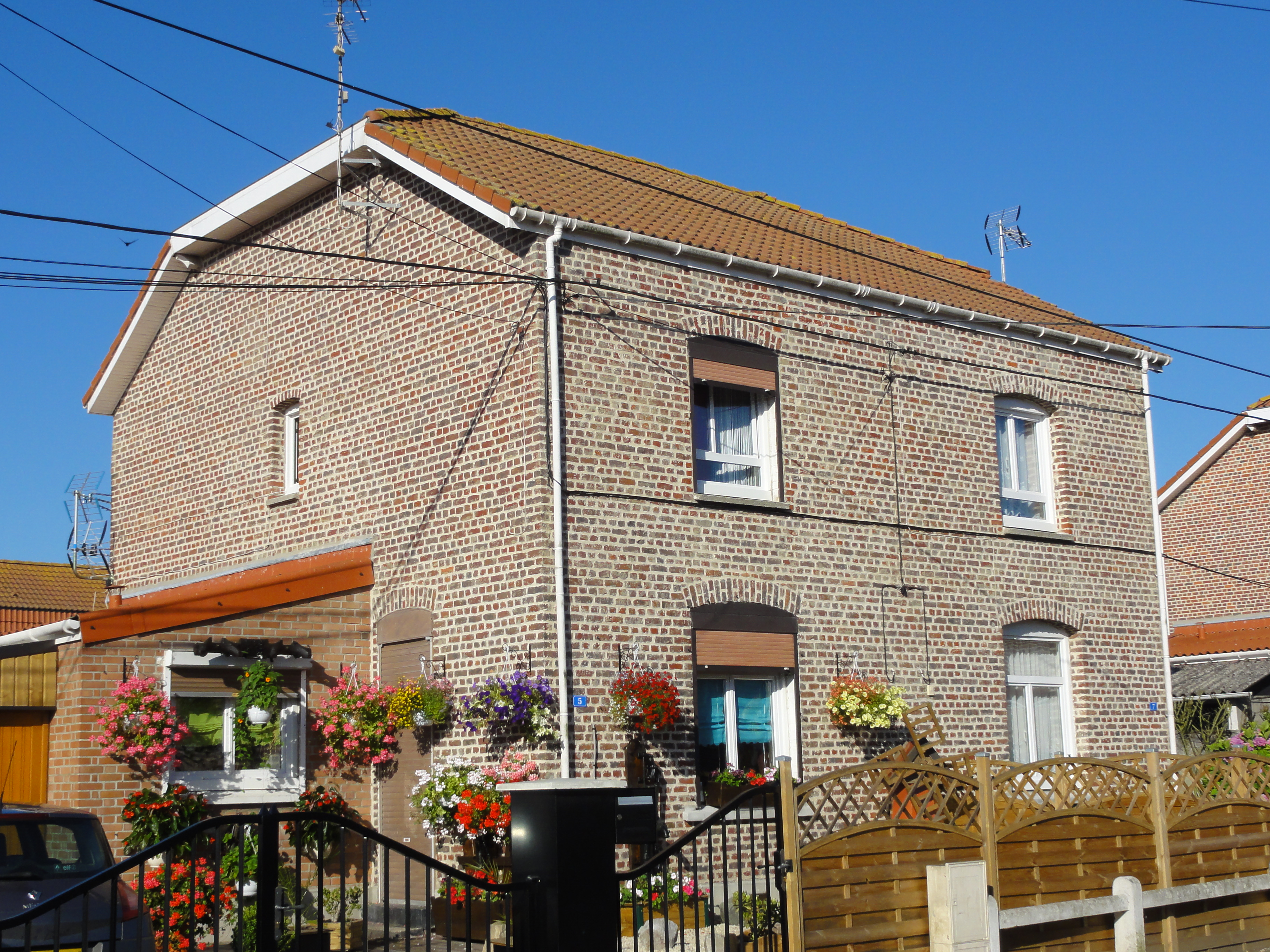
Habitation de la Compagnie.
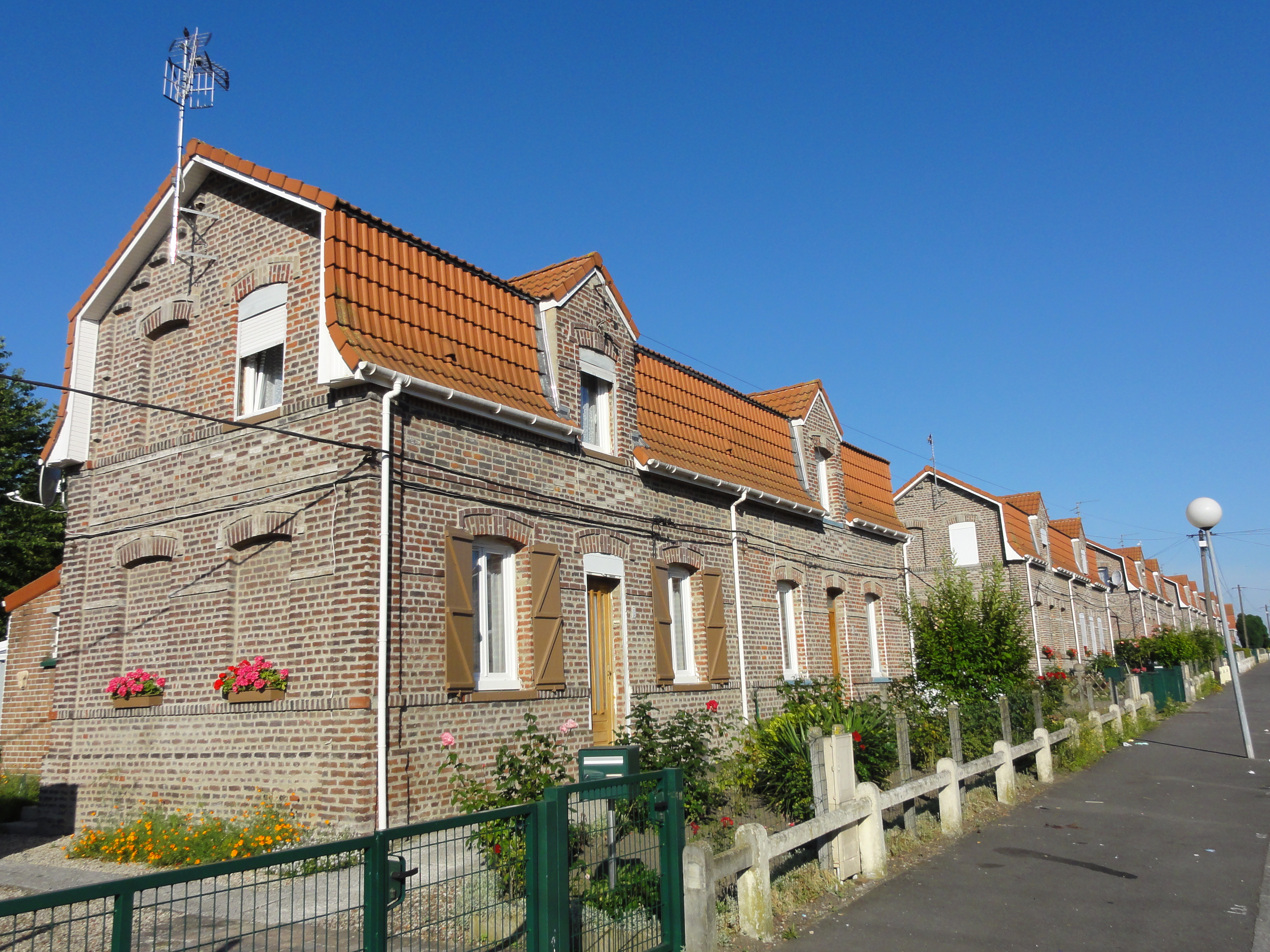
Habitation de la Compagnie.
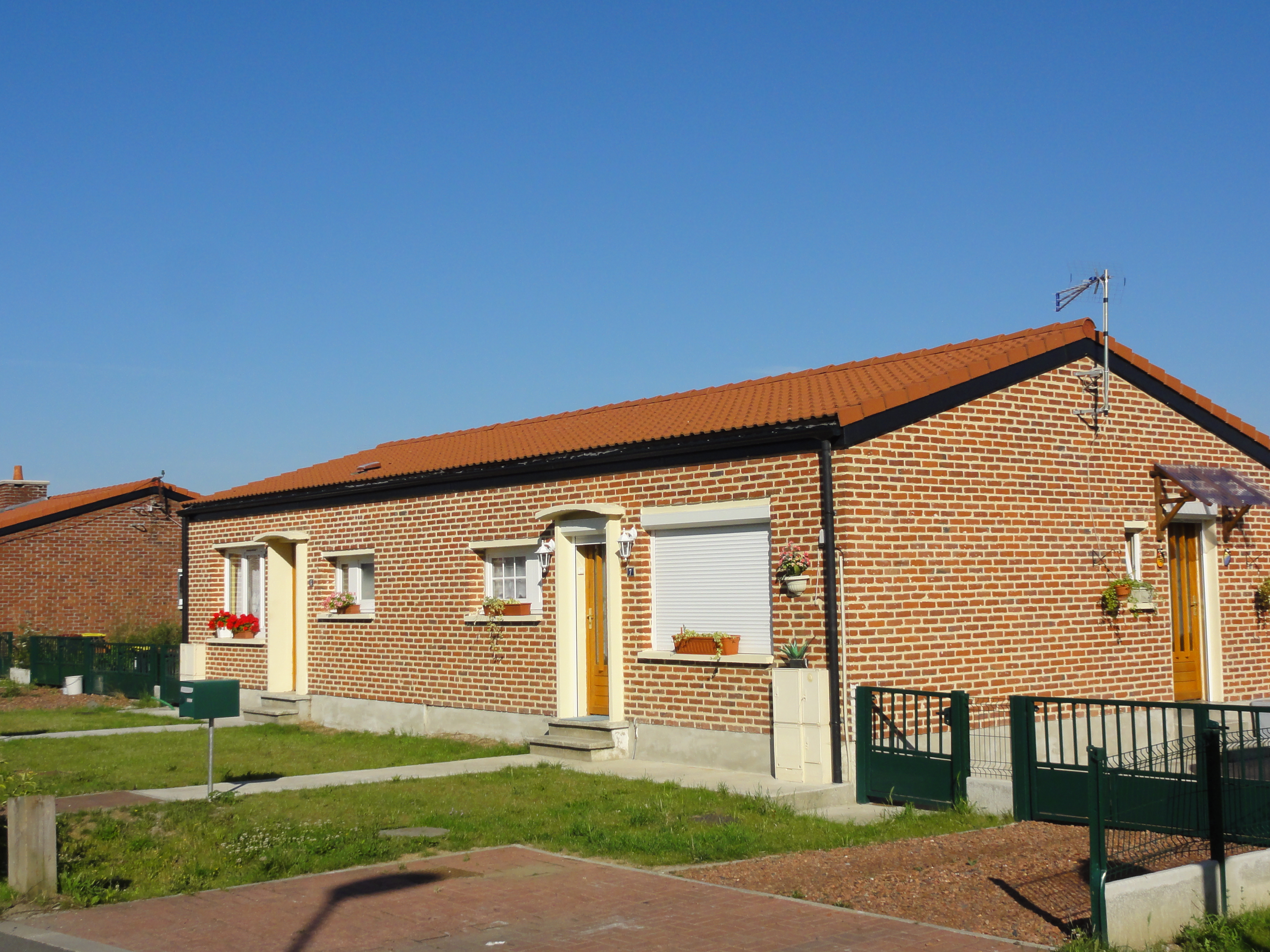
Habitation post-Nationalisation.
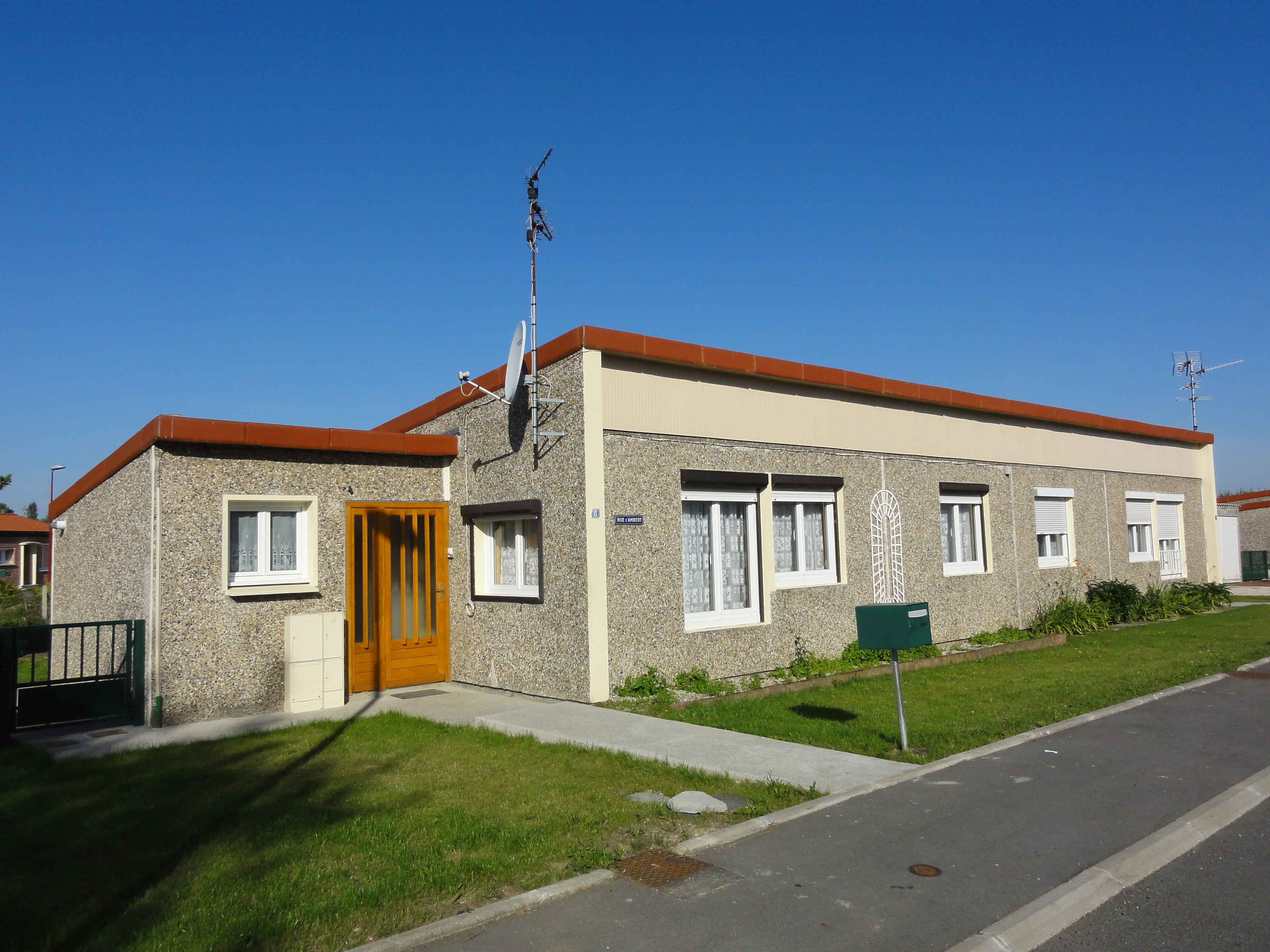
Habitation post-Nationalisation.